# Mount Ware
Mount Ware ist ein 1533 m hoher Berg im ostantarktischen Mac-Robertson-Land. In der Porthos Range der Prince Charles Mountains ragt er unmittelbar südlich des Mount Kerr auf.
Luftaufnahmen der Australian National Antarctic Research Expeditions aus dem Jahr 1965 dienten seiner Kartierung. Das Antarctic Names Committee of Australia benannte ihn nach William R. Ware, Wetterbeobachter auf der Mawson-Station im Jahr 1968.